# زمان يا حب (فلم)
«زمان يا حبّ» هو فيلم مصريّ من إنتاج عام 1973 بطولة فريد الأطرش - زبيدة ثروت - يوسف وهبي - مديحة كامل- ليلى طاهر، ومن إخراج عاطف سالم
تدور أحداث الفيلم في لبنان ومصر.
يحتوي الفيلم على مجموعة من أشهر أغاني الموسيقار فريد الأطرش، وهي: فوق غصنك يا ليمونه - عش أنت - لاكتب ع اوراق الشّجر- زمان يا حبّ.

## أغاني الفيلم
| الأغنية            | المؤلف                       | الملحن      |
| ------------------ | ---------------------------- | ----------- |
| فوق غصنك يا ليمونه | ميشال طعمة                   | فريد الأطرش |
| لاكتب ع اورق الشّجر | ميشال طعمة                   | فريد الأطرش |
| زمان يا حبّ         | مرسي جميل عزيز               | فريد الأطرش |
| عش أنت             | بشارة الخوري (الأخطل الصّغير) | فريد الأطرش |
|                    |                              |             |